# Synagrops adeni
Synagrops adeni és una espècie de peix pertanyent a la família dels acropomàtids.

## Descripció
- Pot arribar a fer 11 cm de llargària màxima.[5][6]

## Hàbitat
És un peix marí i batidemersal que viu entre 60 i 600 m de fondària.

## Distribució geogràfica
Es troba a l'Índic occidental: des del golf d'Aden fins a Mombasa (Kenya).

## Observacions
És inofensiu per als humans i venut fresc als mercats.